# 綽如
綽如（しゃくにょ）は、南北朝時代の浄土真宗の僧。浄土真宗本願寺派第5世宗主・真宗大谷派第5代門首。大谷本願寺住職。諱は時芸。法印権大僧都。父は第4世善如。日野時光の猶子。長男は第6世巧如、次男は藤島超勝寺開基頓円（鸞芸）、三男は荒川興行寺開基周覚（玄真）、娘は九条経教室。

## 生涯
年齢は、数え年。日付は文献との整合を保つ為、生歿年月日を除き旧暦（宣明暦）表示とし、南北朝時代の元号は、北朝（京都）で表記する。
- 観応元年3月15日（1350年4月30日[1] ）、誕生。権大納言日野時光の猶子となって青蓮院で得度し中納言と称する。後に権大僧都に任じられた。
- 至徳元年（1384年）頃に本願寺を継承し第5世になるも、まもなく寺務を法嗣である第2子の巧如に委任し、北陸に赴いて越中国杉谷に草庵を結び居所とする。

明から朝廷に送られてきた難解な国書を読むのに、青蓮院門跡は綽如を推挙し、上洛する。綽如によって、その国書の内容が分かり、また返書の草稿も書く。その才と功績を認めた後小松天皇より、「周圓上人」の号を賜わる。
また後小松天皇より、宮中で『無量寿経』を講ずることを依頼される。その礼として、聖徳太子2歳の南無佛木像と『聖徳太子絵伝』8巻を賜わる。
後小松天皇は、綽如に一寺建立の願いがある事を知ると、「勧進状」の作成を認め「料紙」を授ける。越中国に戻ると「勧進状」（重文）を作成し、加賀国・能登国・越中国・越後国・信濃国・飛騨国において勧化する。明徳元年（1390年）その浄財により井波の地に寺を建立し、「瑞泉寺」の勅号を賜わる。これより後は、瑞泉寺を拠点に教化にあたる。また、北陸にいることが多かったので本願寺にある親鸞聖人像を祀る厨子の鍵を下間氏に預けて「鍵取り役」としている。
- 明徳4年4月24日（1393年6月12日[1] ）、44歳にて示寂。

綽如の最期をめぐっては、さまざまなことが言われている。そもそも綽如の越中下向は「五ケ山の南朝系を仏法力によって鎮撫せん」との後小松天皇の命を受けたものという俗説が流布しており、それを踏まえるかたちで「南朝方の凶刃に倒れ、簀巻きにして庄川に投入された」とする口承が存在する他、綽如が開創した砺波市福岡の巌照寺とその門徒衆の間でも同様の物語が伝承されており、綽如は越中の南朝支持者に井栗谷において惨殺され、遺体は谷内川に捨てられた。それを門徒衆がすくいあげ、現在、巌照寺本堂がある字大谷に埋葬した。そして、その埋葬場所に2本の杉を供華樹として植えた。これが今も残る「厳照寺の門杉」であるという。
- 応永元年（1394年）、寺務を委任されていた巧如が本願寺を継承して第6世となる。